# Bourdonova cev
Bourdonova cev je zakrivljena cev z enim samim priključkom. Zaradi spremembe tlaka v cevi se spremeni oblika cevi, kar pa se odraža na merljivih premikih. Statično karakteristiko deformacije cevi se določi eksperimentalno. Cev je leta 1849 v Franciji patentiral francoski urar in inženir Eugène Bourdon (1808—1884). Zaradi njene odlične občutljivosti, linearnosti in točnosti so jo kmalu začeli na široko uporabljati.
Edward Ashcroft je leta 1852 pridobil Bourdonove ameriške patentne pravice in postal glavni izdelovalec merilnikov. Leta 1849 je Bernhard Schäffer v Magdeburgu patentiral membranski manometer, kar je skupaj z manometrom na Bourdonovo cevjo revolucioniralo merjenje tlaka v industriji. Ko so leta 1875 potekle patentne pravice Bourdonu, je njegovo podjetje Schäffer & Budenberg (S&B) tudi izdelovalo manometre z Bourdonovo cevjo.